# Crambis
Crambis es un género de foraminífero bentónico de la superfamilia Komokioidea y del orden Komokiida. Su especie tipo es Crambis conclavata. Su rango cronoestratigráfico abarcaba el Holoceno.

## Discusión
Clasificaciones tradicionales hubiesen incluido Crambis en el orden Textulariida o en el orden Astrorhizida. Clasificaciones más modernas incluirían Crambis en el suborden Astrorhizina del orden Astrorhizida.

## Clasificación
Crambis incluye a la siguiente especie:
- Crambis conclavata